# Сенявка (Дзержоньовський повіт)
Сенявка (пол. Sieniawka) — село в Польщі, у гміні Лаґевники Дзержоньовського повіту Нижньосілезького воєводства.
Населення — 417 осіб (2011).
У 1975-1998 роках село належало до Вроцлавського воєводства.

## Демографія
Демографічна структура станом на 31 березня 2011 року:
|          | Загалом | Допрацездатний вік | Працездатний вік | Постпрацездатний вік |
| -------- | ------- | ------------------ | ---------------- | -------------------- |
| Чоловіки | 190     | 37                 | 136              | 17                   |
| Жінки    | 227     | 40                 | 142              | 45                   |
| Разом    | 417     | 77                 | 278              | 62                   |